# Roman Kanafoyski
Roman Kanafoyski (ur. 4 maja 1901, zm. 7 czerwca 1948) – komandor porucznik Marynarki Wojennej RP, uczestnik I wojny światowej i wojny polsko-bolszewickiej, podczas kampanii wrześniowej dowódca Oddziału Wydzielonego Rzeki Wisły, po II wojnie światowej komendant Półwyspu Hel, kawaler Orderu Virtuti Militari.

## Życiorys
Urodził się 4 maja 1901 roku w zaborze rosyjskim. W grudniu 1917 roku otrzymał powołanie do pułku ułanów w III Korpusie Armii Rosyjskiej. W maju 1918 roku został zdemobilizowany. 10 lutego 1919 roku wstąpił do Wojska Polskiego i jako szeregowiec brał udział w wojnie z bolszewikami w składzie 8 dywizjonu artylerii ciężkiej. W 1921 roku ukończył Szkołę Podchorążych Artylerii w Poznaniu i otrzymał promocję oficerską w korpusie artylerii. Był również także absolwentem Kursu Oficerów Zwiadowczych, Kursu Oficerów Gospodarczych, Kursu Dowódców Baterii w Toruniu oraz Kursu Unifikacyjnego (uprawniającego do awansu na stopień majora - komandora podporucznika) w Centrum Wyszkolenia Piechoty w Rembertowie (1939).
Służbę kontynuował w 1 pułku artylerii ciężkiej w Modlinie i 8 dywizjonie artylerii konnej w Białymstoku. 1 czerwca 1927 roku przeniesiony został z 14 dak do kadry oficerów artylerii z równoczesnym przydziałem do Flotylli Rzecznej MW w Pińsku na stanowisko zastępcy dowódcy monitora. We Flotylli Pińskiej, w latach 1927–1939, zajmował kolejno następujące stanowiska służbowe: zastępcy dowódcy jednego z monitorów rzecznych typu B (monitory „gdańskie”), dowódcy monitora ORP „Wilno” (od 1 czerwca 1928), zastępcy dowódcy dywizjonu monitorów (od 1 stycznia 1931), ponownie dowódcy ORP „Wilno”. 
W sierpniu 1931 został przeniesiony z korpusu oficerów artylerii do korpusu oficerów marynarki wojennej (korpus rzeczno-brzegowy) z pozostawieniem na dotychczasowym stanowisku we Flotylli Pińskiej. 1 stycznia 1933 został dowódcą III dywizjonu bojowego, w 1934 dowódcą I dywizjonu bojowego, a w 1939 ponownie dowodził III dywizjonem bojowym. Na początku 1939 roku wybrany został prezesem Wojskowego Klubu Sportowego „Kotwica”.
Od 3 kwietnia 1939 roku był dowódcą Oddziału Wydzielonego Rzeki Wisły z bazą w Bydgoszczy. W kampanii wrześniowej Oddział Wydzielony prowadził działania wojenne na Wiśle w ramach Armii „Pomorze”. 9 września 1939 rozkazał dokonać samozatopienia jednostek pływających pod Duninowem, w związku z wyczerpaniem możliwości operacyjnych. Następnie wyznaczony komendantem Garnizonu Polowego Żychlin. Dowodził marynarzami w trakcie forsowania Bzury, 19 września dostał się do niewoli niemieckiej podczas przebijania w kierunku Twierdzy Modlin. W latach 1939–1945 przebywał w oflagach II B Arnswalde i II D Gross Born.
Po wyzwoleniu, od 10 sierpnia 1945 roku służył w 1 samodzielnym morskim batalionie zapasowym w Gdańsku. 20 września tego roku przeniesiono go do Dowództwa Marynarki Wojennej w Gdyni, gdzie 1 stycznia 1946 roku został szefem Oddziału Ogólnego Sztabu Głównego. W 1947 roku objął funkcję komendanta Półwyspu Hel. Zmarł nagle 7 czerwca 1948 roku w Helu.

## Awanse
- podporucznik artylerii – z dniem 1 czerwca 1921[1]
- porucznik – 18 maja 1923 z dniem 1 kwietnia 1923 i starszeństwem z dniem 1 marca 1923 oraz 30. lokatą w korpusie oficerów artylerii
- kapitan marynarki – 29 stycznia 1932 ze starszeństwem z dniem 1 stycznia 1932 i 4. lokatą w korpusie oficerów Marynarki Wojennej, korpus rzeczno-brzegowy[7]
- komandor podporucznik – ze starszeństwem z 19 marca 1939 i 3. lokatą w korpusie rzeczno-brzegowym[6][8]
- komandor porucznik – 25 czerwca 1947

## Ordery i odznaczenia
- Krzyż Srebrny Orderu Wojennego Virtuti Militari
- Medal Niepodległości – 25 stycznia 1933 „za pracę w dziele odzyskania niepodległości”[9]
- Srebrny Krzyż Zasługi (19 marca 1936)